# Lubuk Jambi
Lubuk Jambi is een bestuurslaag in het regentschap Kuantan Singingi van de provincie Riau, Indonesië. Lubuk Jambi telt 569 inwoners (volkstelling 2010).